# Arcidiecéze Foggia-Bovino
Arcidiecéze Foggia-Bovino (latinsky Archidioecesis Fodiana-Bovinensis) je římskokatolická metropolitní diecéze v jižní Itálii, která je součástí Církevní oblasti Apulie. Katedrálním kostelem je dóm Nanebevzetí P. Marie ve Foggii a konkatedrálou chrám Nanebevzetí P. Marie v Bovinu.  Sufragánními diecézemi arcibiskupství jsou Diecéze Cerignola-Ascoli Satriano, Diecéze Lucera-Troia, Arcidiecéze Manfredonia-Vieste-San Giovanni Rotondo a Diecéze San Severo. Diecéze v Bovinu vznikla v 10. století, diecéze ve Foggii byla založena roku 1855 a v roce 1979 byla povýšena na arcidiecézi. K jejich spojení a vytvoření arcidiecéze Foggia-Bovino došlo roku 1986.  Současným (2020) arcibiskupem  je Vincenzo Pelvi, jmenovaný papežem Františkem v roce 2014.